# ماريون دونهوف
ماريون دونهوف (بالألمانية: Marion Hedda Ilse Gräfin Dönhoff)‏ (1909 -2002) صحفية ألمانية أسست جريدة «دي تسايت» الألمانية، ورَأست التحرير في الصحيفة من عام 1968 حتى 1973. ألّفت كتابا عن ذكرياتها في الشرق الأوسط بعنوان «الأفندي يرغب في الصلاة».

## حياتها

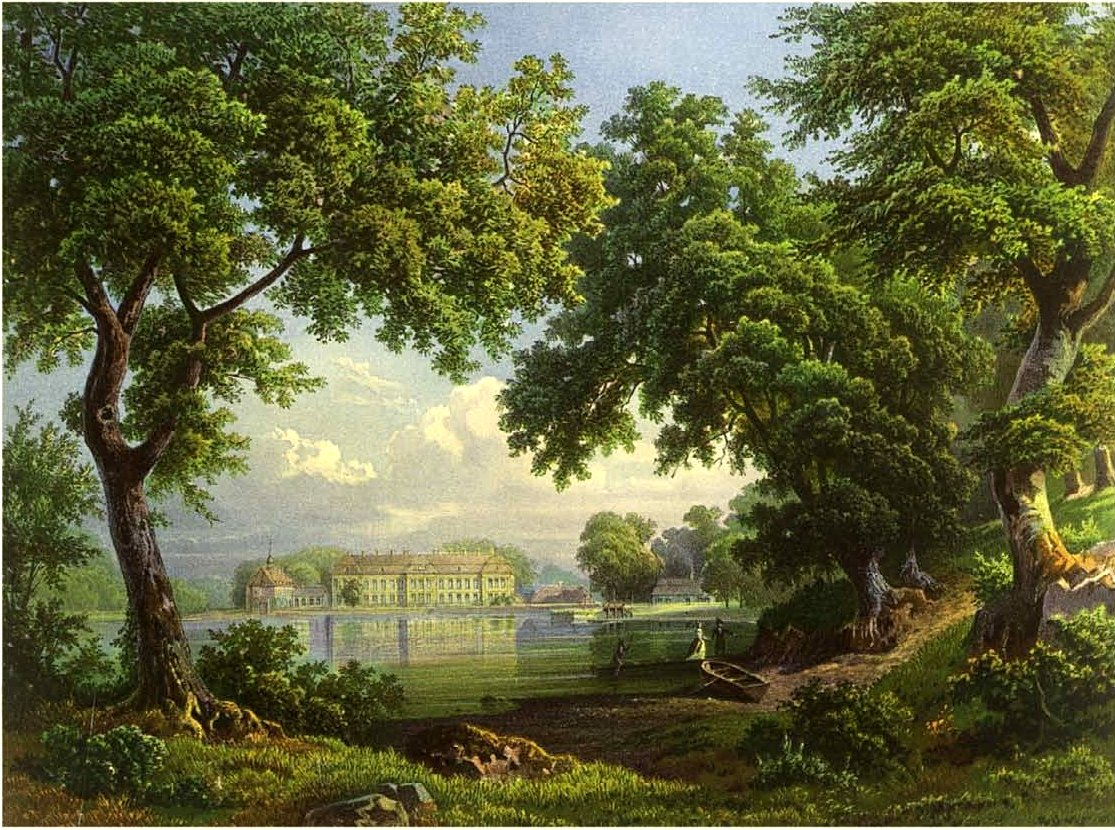
قلعة فريدريششتاين، منطقة كونيغسبيرغ

حملت ماريون لقب «دوقة» حيث تنحدر من أسرة من كبار أصحاب الأراضي، وعاشت طفولتها وشبابها في بروسيا الشرقية في بولندا، ثم انتقلت إلى فرانكفورت في ألمانيا، وبعدها إلى مدينة بازل السويسرية حيث درست علم الاقتصاد، ولكن بسبب قيام الحرب العالمية الثانية اضطرت إلى التخلي عن دراستها والعودة إلى بلدها للإشراف على أملاك عائلتها بسبب استدعاء إخوتها إلى الجيش النازي. وعندما زحف الجيش الأحمر على بروسيا الشرقية في عام 1944، هربت على حصان باتجاه الغرب، وبعد سبعة أسابيع من هربها وجدت لها مأوى في إحدى القرى الريفية الصغيرة في غرب ألمانيا، ثم واصلت ترحالها الذي انتهى بها في مدينة هامبورغ الألمانية في أقصى الشمال.

## دي تسايت
كانت المصادفة هي التي قادت دونهوف إلى تأسيس مجلة «دي تسايت» في عام 1964، حيث قامت دونهوف بعد انتهاء الحرب مباشرة بكتابة مقال رسمت فيه معالم السياسة التي يجب على قوات الاحتلال الإنجليزية اتباعها في ألمانيا بعد زوال هتلر، ووصل هذا المقال إلى مجموعة رجال كانوا يخططون إلى تأسيس جريدة أسبوعية جديدة في فرانكفورت، فأعجبوا بوضوح المقال وسهولة تعابيره وعمق معانيه وأفكاره، فقاموا بالبحث عن دنهوف وعرضوا عليها مشاركتهم في التحرير، وافقت وبدأت عملها في «دي تسايت» في مطلع مارس من نفس العام. وتعتبر بداية عملها في الصحيفة أول انطلاقة لها في عالم الصحافة، ثم رأست تحريرها من عام 1968 حتى 1972، وخلال سنوات من عملها أصبحت من أهم الصحفيات في ألمانيا التي يقرأ السياسيون مقالاتها باهتمام بالغ. جيث وصف المستشار الخامس لجمهورية ألمانيا الاتحادية هلموت شميت الأثر الذي كانت تتركه مقالاتها: «في كل مقالة من مقالاتها الصحفية كانت تدفع آلافًا مؤلفة من الألمان إلى قراءة ما تكتبه والتأمل فيه. وكان لما تكتبه صدى واسعًا للغاية لاسيما لدى القيادة السياسية في ألمانيا. عن نفسي، كنت أقرأ مقالاتها دائمًا، سواء عندما كنت وزيرا للدفاع أو للمالية أو رئيسا للحكومة.»

## بعض مؤلفاتها
تميزت دنهوف بأسلوب واضح الأفكار وجريء في المواضيع، وخلال عملها الصحفي واكبت بالتحليل الأحداث والتطورات السياسية ليس في ألمانيا فحسب، بل في جميع مناطق الصراع في العالم، ومنها الشرق الأوسط، الذي زارته عدة مرات، ونشرت عنه مقالا في 5 يونيو 1952 تحت عنوان «الشرق الأوسط لا يُشترى»، ومن خلاله فسُرت الأسباب التي دفعت معظم البلاد العربية إلى التقرب في تلك الفترة من الاتحاد السوفيتي والنفور من الغرب عموما، الأمر الذي دفع العرب إلى رفض الخطة الأمريكية لتنمية المنطقة اقتصاديًا على مبدأ مشروع مارشال، ومن خلال تحليلها لواقع الشرق الأوسط عبرت عن خيبة أمل العرب تجاه الغرب بسبب تاريخ الغرب الاستعماري ومساندته لإسرائيل. حيث كان الاتحاد السوفيتي الذي يمثل النظام الشيوعي في الغرب - حسب قولها - بالنسبة للعرب رمزا لمساندة حركاتهم التحررية، وقامت بجمع ذكرياتها عن الشرق في كتاب صدر بعنوان «الأفندي يرغب في الصلاة».

## جوائز وعضويات
بعض من الجوائز والعضويات التي حصلت عليها خلال مسيرتها:
- 1971 جائزة السلام الألمانية لتجارة الكتب.[7]
- 1982 عضو مجلس الشيوخ الفخري بجامعة هامبورغ.
- 1990 عضو في الأكاديمية الأمريكية للفنون والعلوم.
- 1994 جائزة الحريات الأربع لحرية التعبير من معهد روزفلت.[10]
- 1999 مواطن فخري لمدينة هامبورغ.

## ذكرى ميلادها الـ100
في 30 نوفمبر 2009، وبمناسبة عيد ميلاد دنهوف المئة، صكت الحكومة الاتحادية عملة تذكارية فضية بقيمة 10 يورو حملت صورة لها من تصميم النحات كريستيان هوبفنر، وكتب على الهامش عبارة «الحب دون امتلاك» المأخوذة من كتاب طفولتها في شرق بروسيا.

## روابط خارجية
- ماريون دونهوف على موقع مونزينجر (الألمانية)
- ماريون دونهوف على موقع إن إن دي بي (الإنجليزية)